# The Gentle Storm
The Gentle Storm – holenderski projekt muzyczny założony w 2014 roku przez kompozytora Arjena Lucassena, lidera formacji Ayreon i wokalistkę Anneke van Giersbergen, znaną z występów w zespole The Gathering.
Debiutancki album duetu zatytułowany The Diary ukazał się 20 marca 2015 roku nakładem wytwórni muzycznej InsideOut Music. Na płycie znalazła się muzyka utrzymana w stylistyce rocka i metalu progresywnego. Na albumie wystąpili licznie goście, w tym m.in.: klawiszowiec Joost van den Broek, znany z występów w zespole After Forever, gitarzysta Jack Pisters były członek formacji Avalon oraz multiinstrumentalista Jeroen Goossens. Nagrania promowane teledyskami do utworów "Heart of Amsterdam" i "Shores of India" odniosły prawdopodobnie największy sukces w rodzimej dla duetu Holandii, gdzie dotarły do 6. miejsca tamtejszej listy przebojów – MegaCharts.

## Muzycy
| Obecny skład zespołu - Arjen Lucassen – różne instrumenty (od 2014) - Anneke van Giersbergen – wokal prowadzący (od 2014) |  | Muzycy koncertowi - Marcela Bovio – wokal wspierający (od 2015) - Johan van Stratum – gitara basowa (od 2015) - Ed Warby – perkusja (od 2015) - Ferry Duijsens – gitara (od 2015) - Merel Bechtold – gitara (od 2015) - Joost van den Broek – instrumenty klawiszowe (od 2015) - Ruud Jolie – gitara (od 2016) |

## Dyskografia
| Tytuł     | Dane dot. albumu                                 | Pozycja na liście | Pozycja na liście | Pozycja na liście | Pozycja na liście | Pozycja na liście | Pozycja na liście |
| Tytuł     | Dane dot. albumu                                 | BEL (WA)          | BEL (FL)          | GER               | CHE               | FRA               | NLD               |
| --------- | ------------------------------------------------ | ----------------- | ----------------- | ----------------- | ----------------- | ----------------- | ----------------- |
| The Diary | - Data: 20 marca 2015 - Wydawca: InsideOut Music | 130               | 79                | 38                | 62                | 157               | 6                 |

## Teledyski
| Tytuł                | Rok  | Album     | Źródło |
| -------------------- | ---- | --------- | ------ |
| "Heart of Amsterdam" | 2015 | The Diary | [ 8 ]  |
| "Shores of India"    | 2015 | The Diary | [ 9 ]  |